# Radikal 94
Radikal 94 mit der Bedeutung „Hund“ ist eines von 34 der 214 traditionellen Radikale der chinesischen Schrift, die aus vier Strichen bestehen.
Mit 84 Zeichenverbindungen in Mathews’ Chinese-English Dictionary kommt dieses Radikal relativ häufig im Lexikon vor.
Die dem Radikal 犬 zugeordneten Zeichen haben meist mit Hunden zu tun wie zum Beispiel:
状 (= Aussehen, Erscheinung, leitete sich vom Aussehen eines Hundes ab)
献 (in: 羹献 = widmen, leitete sich vom Opfern eines Hundes im Tempel ab)
突 (= plötzlich, setzt sich aus 穴 = Höhle und 犬 = Hund zusammen: ein plötzlich aus einer Höhle hervorkommender Hund)
獒 (= wilder Hund, steht als Gattungsbegriff für Dogge oder Kampfhund)
Die Zeichen mit der Variante 犭 haben mit wilden Tieren zu tun, wie zum Beispiel:
狼 (= Wolf)
狐狸 (= Fuchs)
Oder sie haben mit deren Verhaltensweisen zu tun wie zum Beispiel:
狂 (= verrückt),
狺 (= kläffen, ein kombiniertes Zeichen aus 犭 = Hund und 言 = Wort).

## Schriftzeichenverbindungen, die vom Radikal 94 regiert werden
| Striche | Zeichen                                                                                         |
| ------- | ----------------------------------------------------------------------------------------------- |
| +0      | 犬 犭                                                                                           |
| +01     | 犮                                                                                              |
| +02     | 犯 犰                                                                                           |
| +03     | 犱 犲 犳 犴 犵 状 犷 犸                                                                         |
| +04     | 犹 犺 犻 犼 犽 犾 犿 狀 狁 狂 狃 狄 狅 狆 狇 狈                                                 |
| +05     | 狉 狊 狋 狌 狍 狎 狏 狐 狑 狒 狓 狔 狕 狖 狗 狘 狙 狚 狛 狜 狝 狞                               |
| +06     | 狟 狠 狡 狢 狣 狤 狥 狦 狧 狨 狩 狪 狫 独 狭 狮 狯 狰 狱 狲                                     |
| +07     | 倐 狳 狴 狵 狶 狷 狸 狹 狺 狻 狼 狽 狾 狿 猀 猁 猂 猃                                           |
| +08     | 猄 猅 猆 猇 猈 猉 猊 猋 猌 猍 猎 猏 猐 猑 猒 猓 猔 猕 猖 猗 猘 猙 猚 猛 猜 猝 猞 猟 猠 猡 猪 猪 |
| +09     | 猢 猣 猤 猥 猦 猧 猨 猩 猫 猬 猭 献 猯 猰 猱 猲 猳 猴 猵 猶 猷 猸 猹 獓                         |
| +10     | 猺 猻 猼 猽 猾 猿 獀 獁 獂 獃 獄 獅 獆 獇 獈 獉 獊                                              |
| +11     | 獌 獍 獎 獏 獐 獑 獒 獔 獕                                                                      |
| +12     | 獋 獖 獗 獘 獙 獚 獛 獜 獝 獞 獟 獠 獡 獢 獣 獤                                                 |
| +13     | 獥 獦 獧 獨 獩 獪 獫 獬 獭                                                                      |
| +14     | 獮 獯 獰 獱 獲 獳 獴                                                                            |
| +15     | 獵 獶 獷 獸                                                                                     |
| +16     | 獹 獺 獻                                                                                        |
| +17     | 獼 獽                                                                                           |
| +18     | 獾 獿                                                                                           |
| +19     | 玀                                                                                              |
| +20     | 玁 玂 玃                                                                                        |

 Im Unicodeblock Kangxi-Radikale ist das Radikal 94 unter der Codepointnummer 12.125 (U+2F5D) codiert.